# Mae Koime
Mae Koime (ur. 14 grudnia 1983, Port Moresby) – papuaska sprinterka.
Zawodniczka dwukrotnie reprezentowała swój kraj na igrzyskach olimpijskich, w 2004 w Atenach (odpadła w eliminacjach z czasem 12:00 s) i w 2008 w Pekinie (odpadła w eliminacjach z czasem 11:68 s).

## Rekordy życiowe
| Dystans            | Wynik (s) | Miejsce  | Data          |
| ------------------ | --------- | -------- | ------------- |
| Bieg na 100 metrów | 11,37     | Brisbane | 10 marca 2007 |
| Bieg na 200 metrów | 23,77     | Brisbane | 11 marca 2007 |
| Bieg na 400 metrów | 56,68     | Brisbane | 2 lipca 2005  |